# Rodengo
Rodengo (en allemand, Rodeneck) est une commune italienne d'environ 1 200 habitants, célèbre pour son château, située dans la province autonome de Bolzano dans la région du Trentin-Haut-Adige dans le nord-est de l'Italie.

## Culture
Selon le recensement de 2011, 99,65 % de la population parle l'allemand, 0,26 % l’italien et 0,09 % le Ladin commee langue maternelle.

## Administration
| Période                                  | Période | Identité     | Étiquette | Qualité |
| ---------------------------------------- | ------- | ------------ | --------- | ------- |
|                                          |         | Klaus Faller |           |         |
| Les données manquantes sont à compléter. |         |              |           |         |

### Hameaux
Montano, Frella, Chivo, San Benedetto, Spissa, San Paolo, Villa

### Communes limitrophes
Les communes limitrophes sont  Chienes, Luson, Naz-Sciaves, Rio di Pusteria, San Lorenzo di Sebato et Vandoies.

## Jumelages
- Mainz-Finthen (Allemagne) depuis 1977 ;
- Gnadenwald (Autriche).